# Wolfram Sievers
Wolfram Heinrich Friedrich Sievers, född 10 juli 1905 i Hildesheim, död 2 juni 1948 i Landsberg am Lech, var en tysk SS-Standartenführer. Han var 1935–1945 direktor för den nationalsocialistiska forskningsstiftelsen Ahnenerbe. Sievers var även medlem i Freundeskreis Reichsführer-SS.

## Biografi
Wolfram Sievers var son till organisten Heinrich Sievers (1879–1927) och Elisabeth, född Fischer (1880–1958). Efter avslutad skolgång och avlagd handelsexamen utbildade sig Sievers till tryckare och kom under 1920-talets senare del att verka inom olika förlag, bland andra F. Bruckmann A.G. i München och Industrie-Verlag i Stuttgart.
I början av 1920-talet engagerade sig Sievers i Deutschvölkischer Schutz- und Trutzbund, som betonade nationalism och antisemitism. Han var även aktiv i andra rörelser, bland annat Bündische Jugend, som betonade friluftsliv, och Artamanerna, som fann stor inspiration i ideologin Blut und Boden. I slutet av 1920-talet kom Sievers i Stuttgart i kontakt med den völkisch-inspirerade studentrörelsens nationalistiska, antidemokratiska och rasistiska världsbild. I augusti 1929 blev han medlem i Nationalsocialistiska tyska arbetarepartiet (NSDAP). Vid den här tiden lärde Sievers känna den nationalrevolutionäre publicisten Friedrich Hielscher, vars germansk-religiösa, antivästerländska och nationalistiska världsåskådning starkt kom att påverka honom. Sievers lät sig även influeras den nederländske historikern Herman Wirths etnografiska forskning. År 1932 blev han Wirths privatsekreterare och verkställande direktör för den av Wirth grundade Forschungsanstalt für Geistesurgeschichte. Året därpå återgick Sievers till förlagsbranschen och var verksam vid Franz-Eher-Verlag och Verlagshaus Bruckmann.

### Ahnenerbe
Den 1 juli 1935 grundade Reichsführer-SS Heinrich Himmler Ahnenerbe, officiellt Studiengesellschaft für Geistesurgeschichte. Das Ahnenerbe ("Studiesällskapet för andlig historia, de tyska förfädernas arv"). Himmler hade intentionen att ge den nazistiska världsåskådningen en vetenskaplig grundval. Ahnenerbe var en organisatorisk del av Schutzstaffel (SS), och dess syfte var antropologisk och kulturell forskning om de germanska folkens ursprung. Sievers utnämndes till generalsekreterare för Ahnenerbe. År 1941 blev han ställföreträdande verksamhetschef för Ahnenerbe och året därpå ordinarie verksamhetschef. Enligt Ahnenerbes statuter hade sällskapet till uppgift att stödja forskning kring den nordiska rasens kulturella arv. Sievers var ansvarig för Ahnenerbes administration och budget och han stödde och deltog i de medicinska experiment som utfördes på koncentrationslägerfångar. Sievers blev därtill chef för Institut für Wehrwissenschaftliche Zweckforschung ("Institutet för militärvetenskaplig forskning"), som genomförde omfattande forskningsexperiment på lägerfångar. Sievers var underordnad Himmler och rapporterade regelbundet till denne om Ahnenerbes verksamhet.

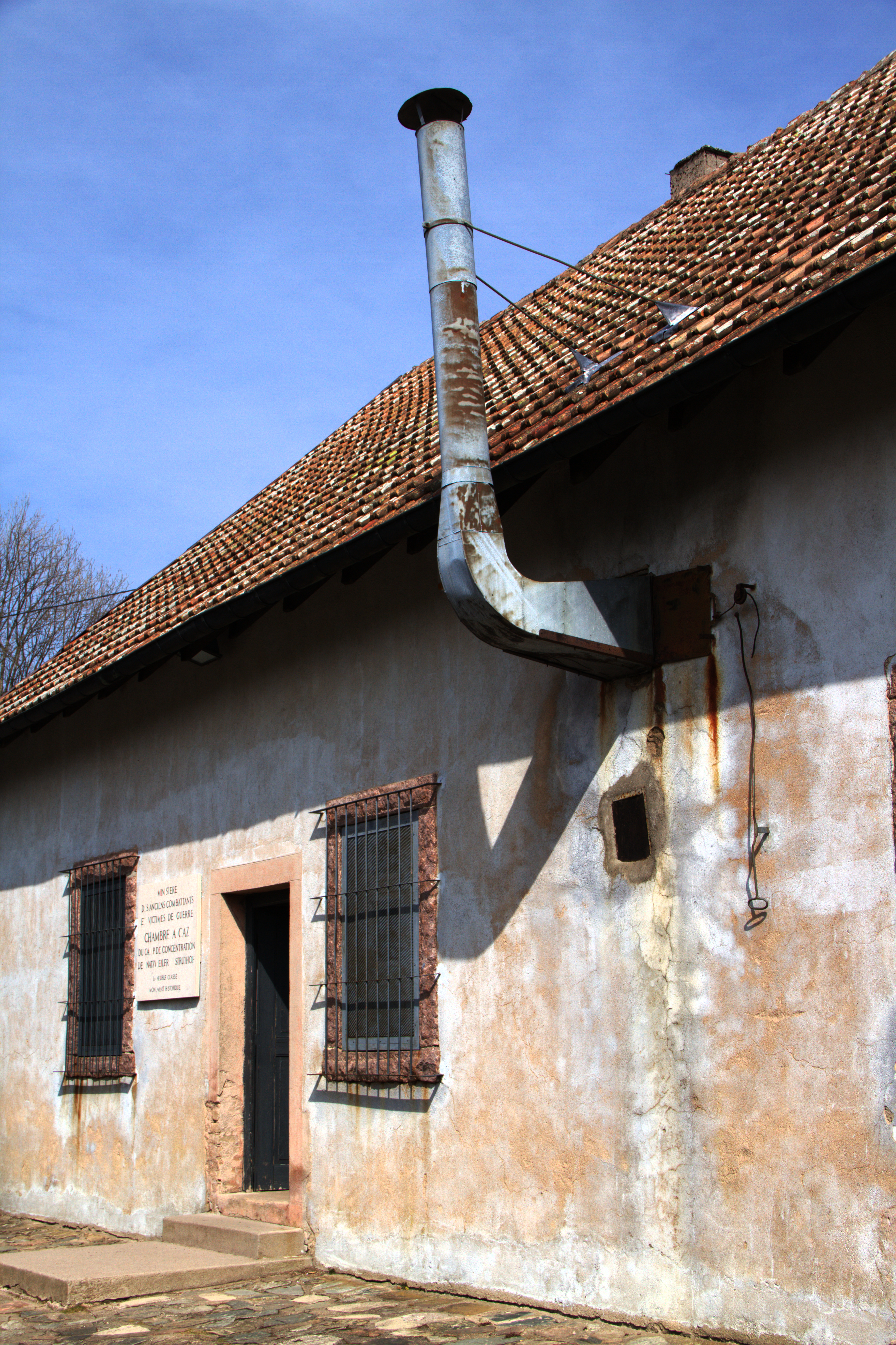
Gaskammare i Natzweiler-Struthof.

### Skelettsamlingen
I början av 1942 lade August Hirt, professor vid Strassburgs universitet, fram ett förslag att man skulle upprätta en samling av judiska skelett. Han menade att tillfångatagna och internerade judisk-bolsjevikiska kommissarier skulle mördas och deras skelett tas till vara. Den 2 november 1942 begärde Sievers att Himmlers adjutant Rudolf Brandt skulle ombesörja att 150 fångar i Auschwitz skulle väljas ut för skelettsamlingen. Under ledning av antropologen Bruno Beger utvaldes 115 fångar: 79 manliga judar, 30 kvinnliga judar, 2 polacker och 4 asiater. Projektet fick avbrytas i förtid på grund av smittorisken i lägret. Beger fotograferade fångarna och tog deras skallmått. Fångarna fördes därpå till koncentrationslägret Natzweiler-Struthof, där de gasades ihjäl i början av augusti 1943. Kropparna – det slutgiltiga antalet var åttiosex – transporterades därefter till Strassburgs universitet och dess anatomiska institut som förestods av Hirt.

### Rättegång
I december 1946 ställdes Sievers och tjugotvå andra personer inför rätta vid den rättegång som fått namnet "Läkarrättegången". I egenskap av chef för Ahnenerbe åtalades Sievers för delaktighet i de medicinska experiment som företagits i sällskapets namn. Enligt åklagarsidan hade han aktivt bistått och främjat brottsliga experiment. Till sitt försvar hävdade Sievers att han så tidigt som 1933 tillhört en antinazistisk motståndsrörelse som planerade att mörda Hitler och Himmler. Sievers påstod att han hade blivit chef för Ahnenerbe för att vara nära Himmler och för att kunna inhämta viktiga upplysningar som skulle kunna möjliggöra ett störtande av naziregimen.
Domstolen fann Sievers skyldig till krigsförbrytelser, brott mot mänskligheten och medlemskap i en organisation som av IMT befunnits vara kriminell, SS, och dömde honom till döden genom hängning. Sievers avrättades den 2 juni 1948 tillsammans med sex medåtalade: Karl Brandt, Joachim Mrugowsky, Karl Gebhardt, Viktor Brack, Waldemar Hoven och Rudolf Brandt.
Sievers var sedan 1934 gift med Helene "Hella" Sieber (1913–1973), med vilken han hade barnen Heidrun (född 1937), Uwe (född 1942) och Ulrike (född 1944).

## Befordringshistorik
- SS-Anwärter: 29 augusti 1935
- SS-Mann: 6 november 1935
- SS-Rottenführer:
- SS-Oberscharführer: 30 januari 1936
- SS-Untersturmführer: 1 juli 1936
- SS-Obersturmführer: 20 april 1937
- SS-Hauptsturmführer: 30 januari 1938
- SS-Sturmbannführer: 9 november 1938
- SS-Obersturmbannführer: 9 november 1940
- SS-Standartenführer: 9 november 1942

## Utmärkelser
- Nürnbergska partidagsutmärkelsen 1929
- Tyska riksidrottsutmärkelsen i silver
- SA:s idrottsutmärkelse i brons
- Isabella den katolskas ordens riddarkors (1942)
- Krigsförtjänstkorset av andra klassen med svärd (1942)
- Krigsförtjänstkorset av första klassen med svärd (1944)
- SS Hederssvärd
- SS-Ehrenring (Totenkopfring)
- Julleuchter